# HD 84228
HD 84228，又名CP-54 2594，SAO 237237、HR 3868，是一颗恒星，视星等为6，位于銀經278.08，銀緯-1.77，其B1900.0坐标为赤經9h 38m 30s，赤緯-54° -1.77′ 27″。